# Puig de la Comuna (Fornalutx)
El Puig de la Comuna o Puig de la Bassa és una muntanya de Mallorca que té una altura de 818 m. Pertany al municipi de Fornalutx.
És anomenat així perquè una bona part de la muntanya és comunal: pertany al poble de Fornalutx. A la seva falda i al quilòmetre 43 de la Ma-10, hi ha una àrea recreativa.

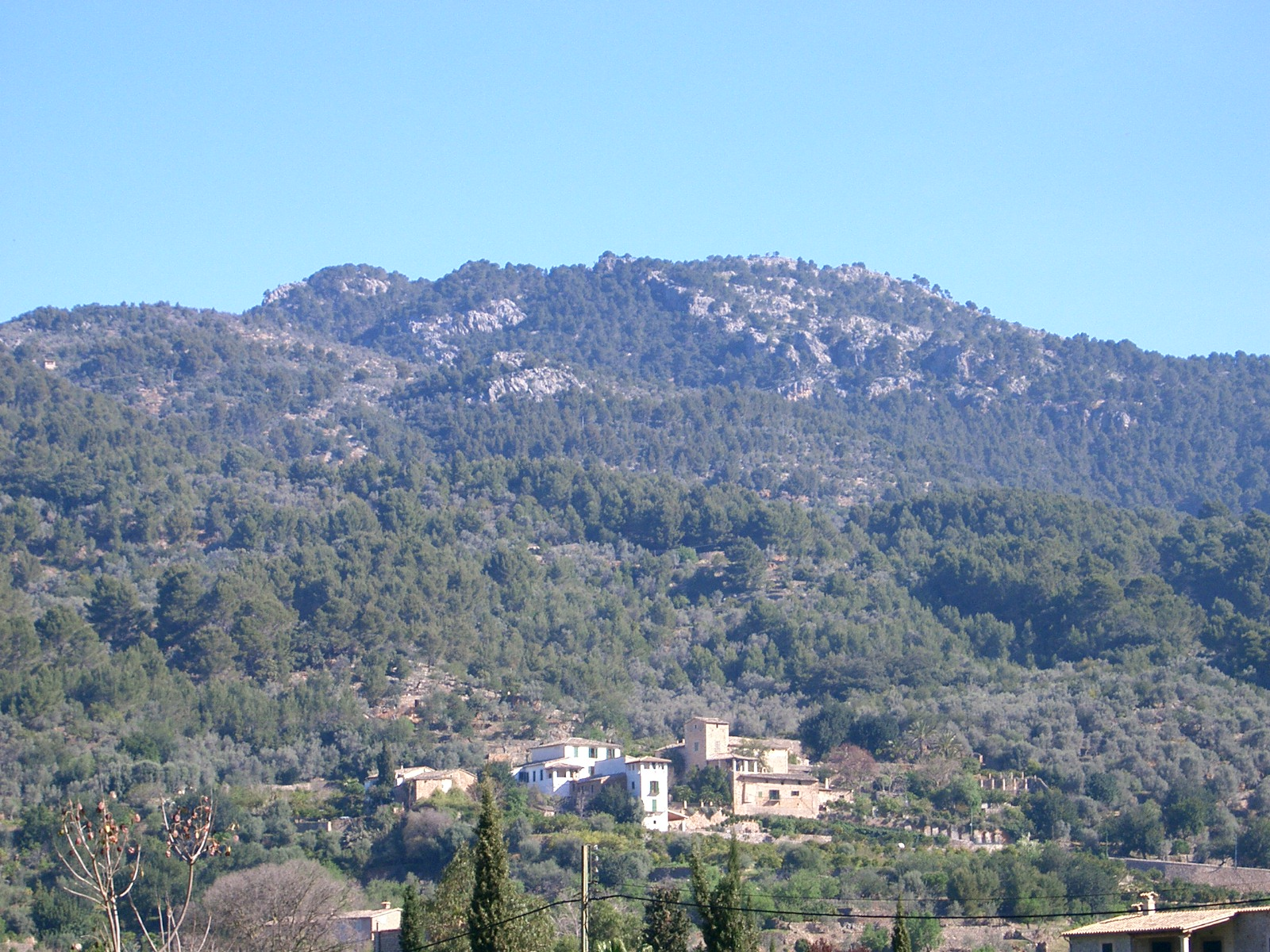
El puig al fons amb el nucli de Binibassí en primer pla